# Bogdan Korczowski
Korczowski (né Bogdan Korczowski en 1954) est un artiste peintre polonais né à Cracovie. Il vit à Paris.
Diplômes des Beaux-Arts de Cracovie en 1978 et des Beaux-Arts  de Paris en 1985. Entre 1981-1991, travaille dans l'ancien Atelier de Jacques Lipschitz à Boulogne-Paris. Entre 1983-1988 Membre du Comité de Salon de la Jeune Peinture à Paris. De 1986 a1995 effectué nombreux voyages artistiques à New York. 
Boursier du Conseil régional d'Île-de-France (1986) à Paris et de la Fondation Pollock-Krasner à New York (1988). Il expose régulièrement depuis 1974 en Pologne, France Suisse, Italie, États-Unis ...
Peintre symboliste à l'abstraction flamboyante. Bogdan Korczowski appelle sa peinture un abstractionnisme symbolique.  Il indique ainsi deux chemins que l'on suit aujourd'hui, en cherchant une beauté à travers l'art. Un peintre de Cracovie,  travaillant à Paris, à la fois un pèlerin artistique,  parle lui-même de ses réflexions concernant les deux  différentes façons de percevoir l'art, L'homme contemporain  de l'Ouest cherche en art, tout d'abord des impressions artistiques. Il y perçoit particulièrement la composition du tableau, le jeu des lignes et des taches, les transformations progressives ou les contrastes des couleurs.

« Dans le tragique de l'expressionnisme, il introduit la symétrie. Ses icônes sont peintes pour le seul goût de la peinture. Les formes, les objets, les écritures ne sont que prétextes. Sur fond de buisson ardent, le feu prend, gris encore et fuligineux, la flamme, n'a pas éclaté. Des pyramides avec ou sans degrés, des ogives, des graphies oubliées, des carrés ou encore d'autres géométries, signifiantes celles-là : l'œil de Dieu dans un triangle, la croix… écrasée par une étoile rouge, une entrée de tunnel qui pénètre dans un plan d'huiles foliacées, ou le monde en fusion, sphères en flammes, rideaux de feu. Tout naturellement, il est amené à traiter de l'enfer, en rouges, orangés et bleus, les flammes, encore, montent, enserrant les âmes…avec ses langues de feu, toujours. Ou de la roseraie maléfique, variant bleus et violets en formes retombantes avant de se faner…. le feu est toujours présent en arrière de formes florales sobres, dressées comme des grilles de fer forgé. »